# Поппендорф
Поппендорф (нім. Poppendorf) — громада в Німеччині, розташована в землі Мекленбург-Передня Померанія. Входить до складу району Росток. Складова частина об'єднання громад Карбек.
Площа — 14,03 км2. Населення становить 696 ос. (станом на 31 грудня 2020).